# Maurice Renaud (baryton)
Pour les articles homonymes, voir Renaud (homonymie) et Maurice Renaud.
Répertoire
Sigurd et Salammbô d'Ernest Reyer
Maurice Renaud (né Arnaud Maurice Croneau à Bordeaux le 24 juillet 1861 et mort à Paris le 16 octobre 1933) est un baryton français. Il a joui d'une réputation internationale pour la très grande qualité de son chant et pour la maîtrise de son jeu.

## Les premières années
Renaud a étudié pendant un an au Conservatoire de Paris, puis au Conservatoire royal de Bruxelles avec comme professeurs Joseph Cornelis et Henri Warnots.
Il a fait ses débuts au Théâtre Royal de la Monnaie, à Bruxelles, en 1883 et est resté dans ce théâtre jusqu'en 1890, en chantant dans les premières de Sigurd d'Ernest Reyer en 1884 et dans son Salammbô en 1890, avec comme partenaire Rose Caron les deux fois. Il est revenu à la Monnaie dans la période 1908-1914. En octobre 1890, il entre à l'Opéra-Comique, faisant ses débuts comme Prince Karnak dans Le Roi d'Ys de Lalo. Il chante aussi les rôles titres de Don Giovanni et de Der fliegende Holländer ainsi que le rôle de Scarpia dans Tosca. L'année suivante, il va à l'Opéra de Paris pour faire ses débuts en tant Nelusko à L'Africaine de Meyerbeer. Il a continué à apparaître à l'Opéra régulièrement jusqu'en 1914.

## Carrière internationale
Renaud fit ses débuts à Londres a eu lieu au cours de la Diamond Jubilee Gala à Covent Garden en juin 1897. Il a chanté dans le deuxième acte de Tannhäuser avec Emma Eames et Ernest van Dyck et dans le quatrième acte des Huguenots avec Albert Alvarez et Pol Plançon. D'autres prestations à Covent Garden ont eu lieu en 1897 comprenant Don Giovanni avec Ada Adini, Zélie de Lussan, et Marcel Journet. Il y apparaît le 13 juillet 1899 dans le rôle de d'Harès de Messaline (en) d'Isidore de Lara avec Meyrianne Héglon dans le rôle-titre et Alvarez dans le rôle d'Hélion. Renaud s'est produit régulièrement à Londres jusqu'à 1904 et a fait des apparitions occasionnelles par la suite. Les distributions pour ces spectacles étaient souvent extraordinaires: Carmen avec Emma Calvé, Emma Eames, et Albert Saléza; Don Giovanni avec Lilli Lehmann, Lillian Nordica ou Emmy Destinn, Suzanne Adams, Zélie de Lussan et Édouard de Reszke; Manon avec Mary Garden; Rigoletto avec Nellie Melba ou Selma Kurz, Enrico Caruso, et Marcel Journet.
Renaud a fait de nombreuses tournées, apparaissant à Saint-Pétersbourg, Berlin, Monte-Carlo, où il a chanté dans les avant-premières du Jongleur de Notre-Dame de Massenet (1902) et Chérubin (1905). En 1902, il a chanté Méphistophélès de La Damnation de Faust de Berlioz dans la mise en scène de Raoul Gunsbourg, à la fois à Monte-Carlo et à La Scala avec Toscanini comme chef.

## Renaud à New York
Maurice Grau, directeur général du Metropolitan Opera, signa un contrat avec Renaud, mais divers conflits empêchèrent le baryton de faire ses débuts dans la première salle d'opéra de New York avant le tournant du siècle. Lorsque Heinrich Conried (en) succéda à Grau, il renia le contrat avec Renaud, qui intenta un procès et gagna un dédit substantiel.
En 1906, Oscar Hammerstein I a signé avec Renaud pour le Manhattan Center, à l'instigation de Nellie Melba. Le début de Renaud dans cette salle a eu lors d'un mémorable décembre 1906 dans Rigoletto avec Melba et Alessandro Bonci dans le rôle du duc. Puis en novembre 1907, Mary Garden a fait ses débuts à Manhattan dans Thaïs de Massenet, avec Renaud comme Athanaël. Les plus grandes rôles de Renaud à Manhattan comprennent Don Giovanni, Scarpia, Germont, Hérode dans Hérodiade, et les trois valets dans Les Contes d'Hoffmann.
Après que Hammerstein ait été licencié en 1910, Renaud a rejoint le Met, faisant ses débuts comme Rigoletto, le 25 novembre avec comme partenaires Melba et Florencio Constantino (en). Il a chanté avec la compagnie pendant deux saisons, faisant sa dernière apparition en mars 1912 comme Valentin dans le Faust de Gounod.

## Dernières années
Maurice Renaud s'est parfois produit à Boston et Chicago-Philadelphie au cours de ses dernières années en Amérique. Le 21 novembre 1910, il est apparu comme Scarpia avec Carmen Melis, qui sera plus tard professeur de Renata Tebaldi. Dans ses dernières représentations à Londres en 1911, à l'Opéra Hammerstein de Londres, il a chanté dans Hérodiade, Rigoletto, les Contes d'Hoffmann et Quo Vadis de Jean Nouguès.
Pendant la Grande Guerre, Renaud a donné des concerts pour les troupes et a été blessé à l'avant quand lui et les autres dans une tranchée ont été touchés par un tir d'artillerie. Il est resté invalide. Après la guerre, il a reçu la Légion d'honneur de la part du gouvernement français. En avril 1919, après avoir comparu lors d'un gala à l'Opéra de Paris, Renaud a finalement pris sa retraite. Il est apparu dans un film muet en 1920. Il est mort à Paris.

## Enregistrements
Maurice Renaud a fait 52 enregistrements, 45 d'entre eux pour The Gramophone Company (l'ancêtre de La voix de son maître) et sept pour Pathé. Publiés entre 1901 et 1908, beaucoup d'entre eux sont les mêmes morceaux enregistrés en double (voire triple), ce qui signifie qu'il a effectivement enregistré seulement seize arias et cinq chansons. Comme les duplications ont été publiées, les versions antérieures ont été supprimées, de sorte que certains de ces documents sont maintenant, plus de cent ans après, extraordinairement rares. À une exception près, tout est chanté en français. Il n'y a pas de duos ou d'ensembles. Malheureusement, les airs de beaucoup de ses rôles d'opéra les plus célèbres n'ont pas été gravés sur le disque ; mais ce qu'il a enregistré, est suffisant pour témoigner de ses qualités de chanteur et d'artiste.

### Rééditions au format moderne
- The Complete Gramophone Recordings 1901 - 1908 [plus une de Pathé] Marston
- The Baritones Vol. I - 'The French School Symposium
- The Harold Wayne Collection Vol. 8 Symposium
- Souvenirs of Rare French Operas IRCC
- Reyer - Sigurd: Excerpts by Various Artists Malibran
- Covent Garden on Record Vol. I 1870 - 1904 Pearl

## Galerie

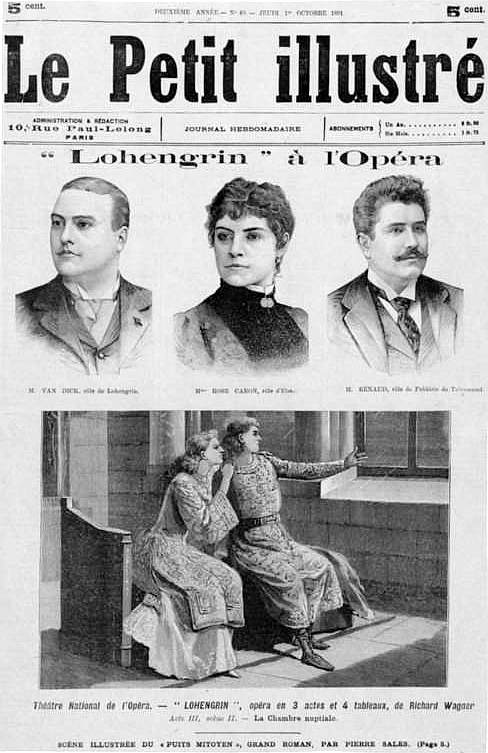
Lohengrin à l'Opéra Garnier en 1891 avec Ernest Van Dyck, Rose Caron et Maurice Renaud.
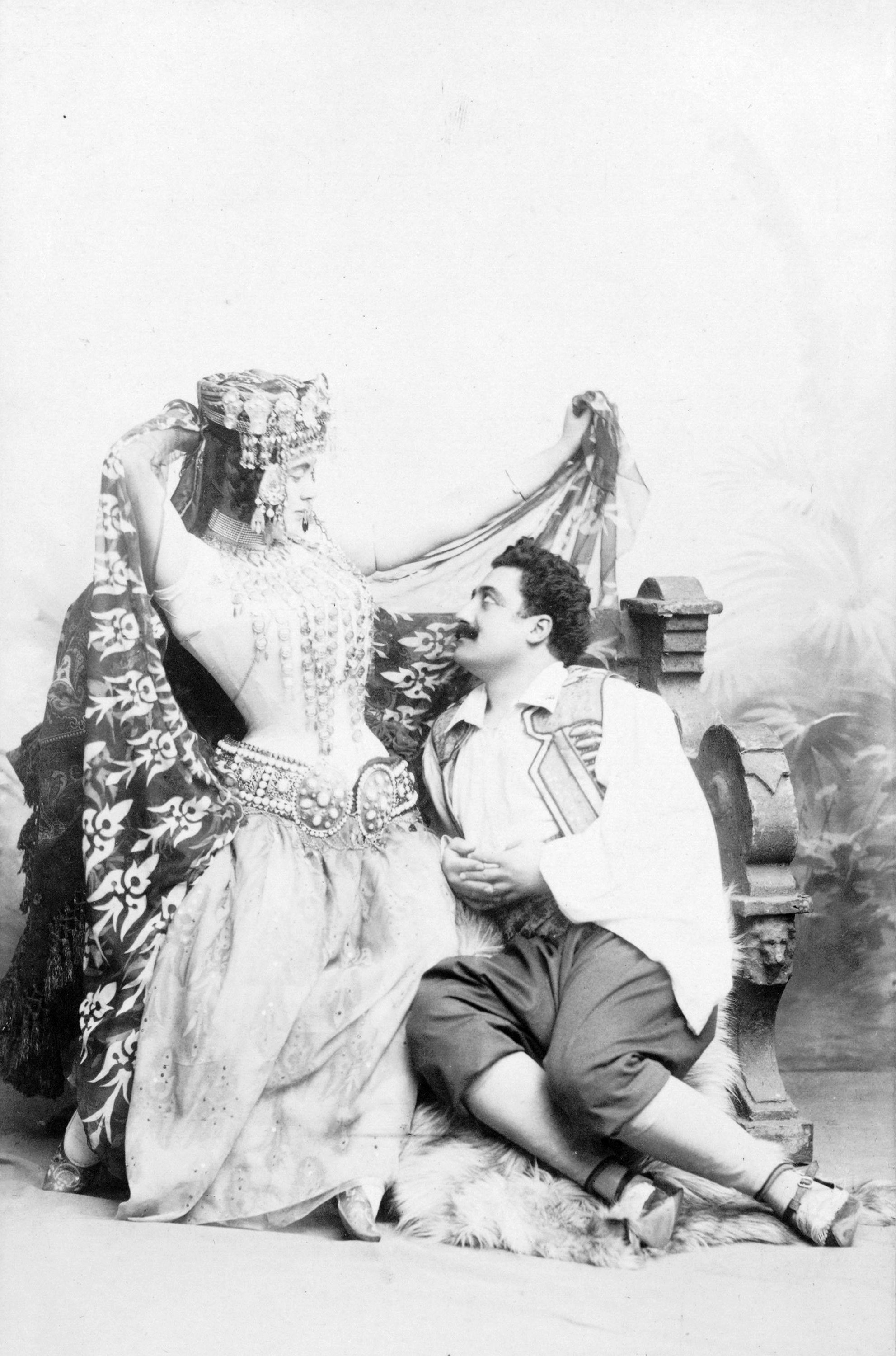
Maurice Renaud dans La Montagne noire d'Augusta Holmès en 1895.
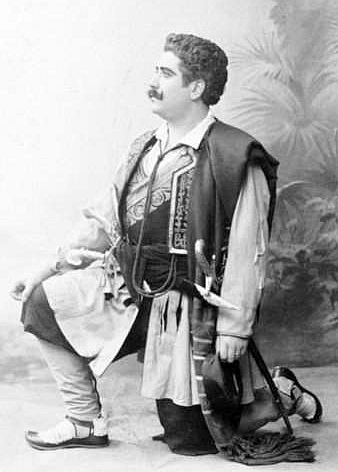
Maurice Renaud dans La Montagne noire d'Augusta Holmès.
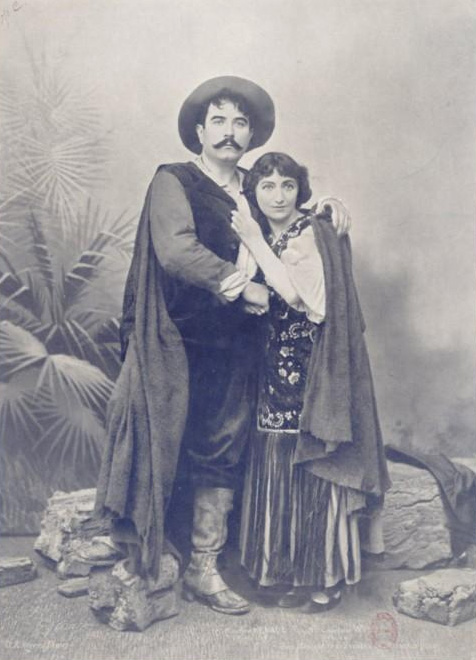
Maurice Renaud et Charlotte Wyns dans Amica de Pietro Mascagni (Arènes de Nîmes, 1905)